# 镇海区龙赛医院
镇海区龙赛医院，又名镇海区康复医学中心，是中国浙江省宁波市镇海区一所公立医院。医院前身为1941年成立的镇海县卫生院，1949年6月被镇海县人民政府接管后称镇海县人民政府卫生院，1956年9月改称镇海县人民医院，1966年9月迁至胜利路院址。1985年，香港籍宁波商人包玉书、包素菊、包丽泰兄妹先后捐资700万港币、160万人民币建设住院楼、门诊楼及购买医疗器械，医院遂于1986年11月以三人父母包兆龙、陈赛珍的名字更名为龙赛医院。2019年，医院成为镇海区龙赛医疗集团（医联体）下属医院。2020年，根据区域人口老龄化特点，医院转型为以“大专科、小综合”为特点的二级康复医院。